# Espacio solo para mujeres
Un espacio solo para mujeres es una área donde solo están permitidas entrar mujeres, para ser un espacio seguro en el cual no tengan que interaccionar con varones, como por ejemplo baños públicos en universidades, colegios, bibliotecas, hoteles, centros comerciales, grandes almacenes o fábricas, vestuarios en clubes, refugios para sobrevivientes de maltrato o de violencia sexual, prisiones y cárceles, habitaciones en hospitales, comisarías, prácticas deportivas o consultorios ginecológicos.

## Historia
Históricamente han sido los espacios públicos para varones los que excluían mujeres en política, universidades, clubes, bares, etc. 
Durante años, las mujeres lucharon para conseguir acceso a los espacios públicos, poder votar, poder estudiar, poder entrar en los clubes, y poder trabajar en los mismos puestos.
Una vez que consiguieron ingresar legalmente en esos espacios se encontraron con el problema de que solo había baños para varones y ellas no tenían privacidad. Al comienzo del siglo XX, en las fábricas y oficinas o universidades solo existían baños para varones. Las feministas lucharon para lograr que los baños en los lugares de trabajos estuvieran separados por sexo. Las instituciones públicas, los colegios, las instituciones educativas, los lugares de trabajo y los espacios recreativos, se diseñaban en función de las necesidades de los hombres y con baños públicos hechos a medida de los varones. En Inglaterra, durante la época victoriana, había una política de no crear ni baños públicos femeninos ni instalaciones públicas para las mujeres  como una forma de controlar los movimientos de las mujeres  y mantenerlas fuera de los espacios públicos, de esta manera las mujeres pasaban mucho tiempo sin salir de sus casas.

## Problema
Las ancianas con problemas de incontinencia, las mujeres durante la menstruación, las embarazadas y las mujeres con bebés son las más perjudicadas, ya que otras mujeres evitan beber agua cuando salían para no necesitar ir al baño. De acuerdo a los informes de   la UNESCO, una de cada 10 niñas africanas no va a la escuela durante la menstruación por la falta de espacios segregados por sexo en los baños públicos de las escuela. Las consecuencias de no tener espacios solo para mujeres pueden ser particularmente graves en los casos en que las niñas o mujeres terminan violadas o asesinadas  por no tener baños para mujeres.  Con el objetivo de crear espacios públicos seguros para las niñas y mujeres y protegerlas del acoso sexual y otras formas de violencia en los espacios públicos, en 2010, las Naciones Unidas  creó el programa “Ciudades Seguras y Espacios Públicos Seguros” para las mujeres.

## Propósito y trasfondo
Los espacios solo para mujeres tienen como propósito proteger a niñas y mujeres del acoso sexual y otras formas de violencia sexual en los espacios públicos.
Estos espacios son  definidos como "espacios seguros" porque su objetivo es proporcionarle a las mujeres  áreas seguras para trabajar, transporte público, aseos públicos, puntos de distribución de alimentos y parques libres de acoso sexual y otras formas de violencia sexual al que se ven expuestas las mujeres  que traen como consecuencia la reducción de la libertad de circulación y la limitación de la capacidad de las mujeres para participar en todas las áreas de la vida pública.  La iniciativa mundial de las Naciones Unidas llamada  "Ciudades Seguras y Espacios Públicos Seguros para las Mujeres" ha logrado mejorar la calidad de vida de millones de mujeres alrededor del mundo.

## Cuestionamientos
La principal queja acerca de los espacios diferenciados proviene del transactivismo de las mujeres trangénero. Sobre todo abogan por la posibilidad de que las mujeres transgénero puedan concurrir a los baños de mujeres, pero no hay debates sobre que los varones trans puedan entrar a los baños masculinos. Los activistas de la ideología de género afirman que los espacios solo para mujeres son una forma de segregación sexual, y prácticas tales como la existencia de baños públicos exclusivos para mujeres, transporte público exclusivo para mujeres,  estacionamientos exclusivos para mujeres pueden ser descritos con ambos términos. También los activistas de los derechos de los hombres han comenzado demandas para obtener acceso a espacios solo para mujeres, por ejemplo Stopps v Just Ladies Fitness (Metrotown) Ltd, con respecto a un gimnasio en Canadá. El acceso de mujeres trans, con o sin reconocimiento legal de su género adquirido, es también a veces sujeto a debate, desde la perspectiva ética y desde la perspectiva legal. En estos casos han surgido cuestionamientos acerca del valor y la legitimidad de los espacios particulares que son reservados para mujeres.   El movimiento por los derechos de las personas trans* tratan de impedir que existan instalaciones diferenciadas en base al sexo asignado y abogan porque se les permita acceder a las instalaciones en base al género con el cual se identifican, como el acceso a los baños de mujeres para mujeres trans.
Los conflictos se producen fundamentalmente en los refugios para mujeres, las prisiones para mujeres, los baños públicos para mujeres, los vestuarios y duchas en gimnasios o clubes durante las competiciones deportivas. Los activistas trans proponen medidas judiciales como una demanda por discriminación basada en el sexo o una demanda por discriminación basada en la orientación sexual para forzar a los refugios solo para mujeres sobrevivientes de violencia sexual o de violencia de género a aceptar personas transgénero.